# Felice Grossi Gondi
Felice Grossi Gondi (Roma, 16 settembre 1860 – Roma, 30 marzo 1923) è stato un gesuita, archeologo, agiografo ed epigrafista italiano.

## Biografia
Secondo dei tre figli del medico Augusto Grossi e della moglie Candida Gondi, entrò nell'Ordine dei Gesuiti nel 1881. Dopo il seminario, perfezionò gli studi in teologia presso la Pontificia Università Gregoriana e nel 1891 fu ordinato sacerdote. Parallelamente agli studi religiosi, frequentò la facoltà di lettere dell'Università di Roma, dove fu allievo di Karl Julius Beloch, Ettore De Ruggiero, Rodolfo Lanciani, Emanuel Loewy e Giuseppe Tomassetti.
Conseguì la laurea nel 1893 con una tesi di epigrafia intitolata I comites nell'amministrazione dell'impero; sarebbe stata poi pubblicata da De Ruggiero nel Dizionario epigrafico di antichità romane. Insegnante di letteratura italiana e latina a Mondragone (1887-1903) e poi di lingua latina e storia dell'arte all'Istituto alla Terme di Roma (1904-1913), nel 1914 ottenne la cattedra di archeologia cristiana dell'Università Gregoriana, che resse fino all'anno della sua morte. Fu membro dell'Arcadia, della Pontificia Commissione di Archeologia Sacra e del Collegium cultorum martyrum.
Come archeologo, si occupò delle topografia antica del territorio tuscolano (a cui dedicò tre libri tra il 1901 e il 1908), ma anche, tra gli altri argomenti, della datazione dell'Arco di Costantino (confutando le tesi di Arthur Frothingham, che aveva datato il monumento all'età domiziana), della storia della Basilica di San Sebastiano fuori le mura e delle fasi costruttive della Chiesa di Sant'Angelo in Pescheria.

Dopo la sua morte, avvenuta nel 1923 all'età di 62 anni dopo una lunga malattia, fu sepolto nella Cappella dei Gesuiti nel Cimitero del Verano.
 Nel 1938 gli venne dedicata una strada nel quartiere Nomentano di Roma.

## Opere (parziale)
- Il tempio di Castore e Polluce nell'acropoli di Tuscolo e la scoperta di un'antica iscrizione, Roma, 1901.
- Le ville tusculane nell'epoca classica e dopo il Rinascimento, Roma, 1901.
- Il Tuscolano nell'età classica, Roma, 1908.
- Sulle soglie dell'arte, Roma, 1912.
- L'arco di Costantino, Roma, 1913.
- Principi e problemi di critica agiografica, Roma, 1919.
- Trattato di epigrafia cristiana, latina e greca nel mondo romano occidentale, Roma, 1920.
- I monumenti cristiani iconografici ed architettonici dei sei primi secoli, Roma, 1923.